# Tre incontri
Tre incontri (Три встречи) è un film del 1948 diretto da Aleksandr Lukič Ptuško, Vsevolod Illarionovič Pudovkin e Sergej Iosifovič Jutkevič.